# Plesarionta stearnsiana
Plesarionta stearnsiana är en snäckart som först beskrevs av William More Gabb 1867.  Plesarionta stearnsiana ingår i släktet Plesarionta och familjen Helminthoglyptidae. Inga underarter finns listade i Catalogue of Life.